# Leopold von Belgien

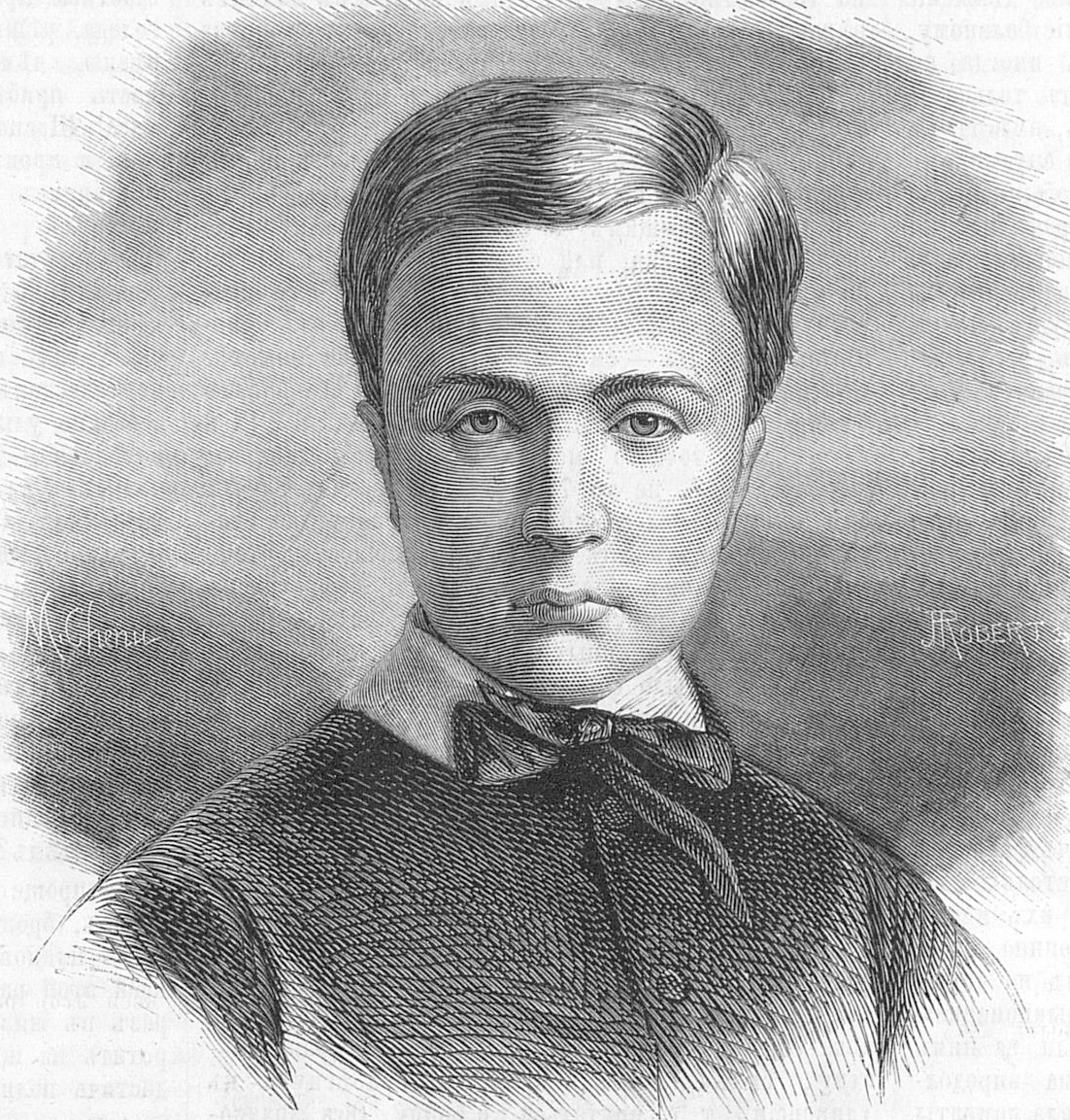
Leopold von Belgien

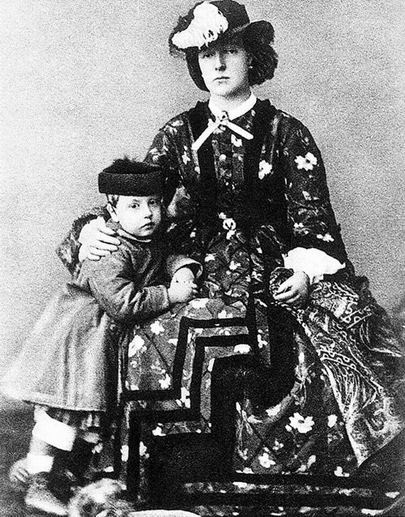
Leopold von Belgien, Herzog von Brabant, mit seiner Mutter Königin Marie Henriette

Leopold Ferdinand Élie Victor Albert Marie von Belgien (* 12. Juni 1859 in Laeken; † 22. Januar 1869 in Brüssel) war ein Prinz von Belgien und als belgischer Thronfolger Herzog von Brabant.

## Leben
Leopold war das zweite Kind und der einzige Sohn des späteren belgischen Königs Leopold II. (1835–1909) aus dessen Ehe mit Marie Henriette (1836–1902), der jüngsten Tochter des Erzherzogs Joseph von Österreich. Er hatte mit Louise, Stephanie und Clementine drei Schwestern.
Als sein Vater 1865 seinem Großvater Leopold I. auf den Thron folgte, wurde er belgischer Kronprinz und erhielt den Titel eines Herzogs von Brabant. Bis dahin hatte er den Titel eines Grafen von Hennegau geführt.
Leopold starb an einer Lungenentzündung, nachdem er in einen Teich gefallen war, und ist in der Laekener Liebfrauenkirche bestattet. Thronfolger wurde sein Onkel Philipp.